# 寬角仿刺鎧蝦
寬角仿刺鎧蝦（学名：Munidopsis latiangulata）为鎧甲蝦科仿刺鎧蝦屬下的一个种。